# 教育設計研究方法
教育設計研究方法（Education Design Research），是国际教育研究领域一种新兴的研究方法论。它旨在以真实情景中的研究者和实践者的协作为基础，采用系统的研究方法，通过迭代循环的分析、设计、开发和实施，开发技术产品，一方面提升教育实践，一方面提炼设计原则和理论。